# Анаконда 2: Лов на крваву орхидеју
Анаконда 2: Лов на крваву орхидеју (енгл. Anacondas: The Hunt for the Blood Orchid) је амерички авантуристички хорор филм из 2004. године који је режирао Двајт Х. Литл, са Кади Стрикланд, Џонијем Меснером, Сали Ричардсон, Еугенијем Бердом, Метјуом Марсденом и Морисом Честнатом у главним улогама. Представља директан наставак филма Анаконда из 1997, мада се радња не надовезује на догађаје из претходног филма.
Као и свој претходник и овај филм је добио претежно негативне критике како од критичара тако и од публике, критичари на сајту Ротен Томејтоуз су га оценили са 26% а публика са 27%. Метакритик је на основу 28 рецензија дао филму просечну оцену 40 од 100, док је познати филмски критичар Роџер Иберт доделио филму 2 од 4 звездице и похвалио наступ Метјуа Марсдена описавши његов перформанс као „прикладно издајнички”. Као и свој претходник остварио је солидан финансијски успех на благајнама и са зарадом од 71 милиона долара успео је да утростручи буџет што је један од главних разлога за снимање наставка који је објављен 2008. године под насловом Анаконда 3: Потомство.

## Радња
Група научника у намери да сачувају компанију у којој раде од затварања одлази на експедицију у индонежанско острво Борнео како би пронашли поља крваве орхидеје која би по њиховим истраживањима могла да доведе до револуционарног производа, јер садржи хемикалију која може да продужи животни век ћелија. Када стигну на Борнео унајмљују капетана Била Џонсона који треба безбедно да их одведе до поља крваве орхидеје, али све се то знатно закомпликује када се брод на којем су путовали утопи због јаке речне струје, а ситуација се додатно погорша када схвате да су постали плен огромних зелених анаконди...

## Улоге
| Глумац           | Улога          |
| ---------------- | -------------- |
| Кади Стрикланд   | Сем Роџерс     |
| Џони Меснер      | Бил Џонсон     |
| Сали Ричардсон   | Гејл Стерн     |
| Еугеније Берд    | Кол Бурис      |
| Метју Марсден    | др. Џек Бајрон |
| Морис Честнат    | Гордон Мичел   |
| Карл Јун         | Тран           |
| Николас Гонзалес | др. Бен Даглас |
| Енди Андерсон    | Џон Ливингстон |